# Michele Brown
Michele Mary Brown, geboren als Michele Mary Mason, (* 3. Juli 1939) ist eine ehemalige australische Hochspringerin.

## Karriere
Im Alter von 17 Jahren nahm Brown an den Olympischen Spielen 1956 in Melbourne teil und belegte mit im dritten Versuch übersprungenen 1,67 m den sechsten Platz. Bei den British Empire and Commonwealth Games 1958 in Cardiff gewann sie mit 1,70 m die Goldmedaille. Vier Jahre später wurde sie bei den British Empire and Commonwealth Games 1962 in Perth mit 1,73 m Dritte.
Ihren bedeutendsten internationalen Erfolg feierte Brown bei den Olympischen Spielen 1964 in Tokio. Mit übersprungenen 1,80 m errang sie die Silbermedaille hinter der Rumänin Iolanda Balaș (1,90 m) und vor der für die Sowjetunion startenden Taissija Tschentschik (1,78 m).
Zum Abschluss ihrer Karriere gewann Brown bei den British Empire and Commonwealth Games 1966 in Kingston mit 1,73 m zum zweiten Mal nach 1958 den Titel.
Michele Brown ist 1,71 m groß und wog zu ihrer aktiven Zeit 55 kg.